# Селіштя-Ноуе (Румунія)
Селіштя-Ноуе (рум. Săliștea Nouă) — село у повіті Клуж в Румунії. Входить до складу комуни Бачу.
Село розташоване на відстані 338 км на північний захід від Бухареста, 13 км на північний захід від Клуж-Напоки.

## Населення
За даними перепису населення 2002 року у селі проживали 178 осіб, усі — румуни. Усі жителі села рідною мовою назвали румунську.